# Gaidakot (Gulmi)
Gaidakot (nep. गौँडाकोट) – gaun wikas samiti w zachodniej części Nepalu w strefie Lumbini w dystrykcie Gulmi. Według nepalskiego spisu powszechnego z 2001 roku liczył on 594 gospodarstw domowych i 2934 mieszkańców (1661 kobiet i 1273 mężczyzn).